# Улица Максима Горького (Владикавказ)

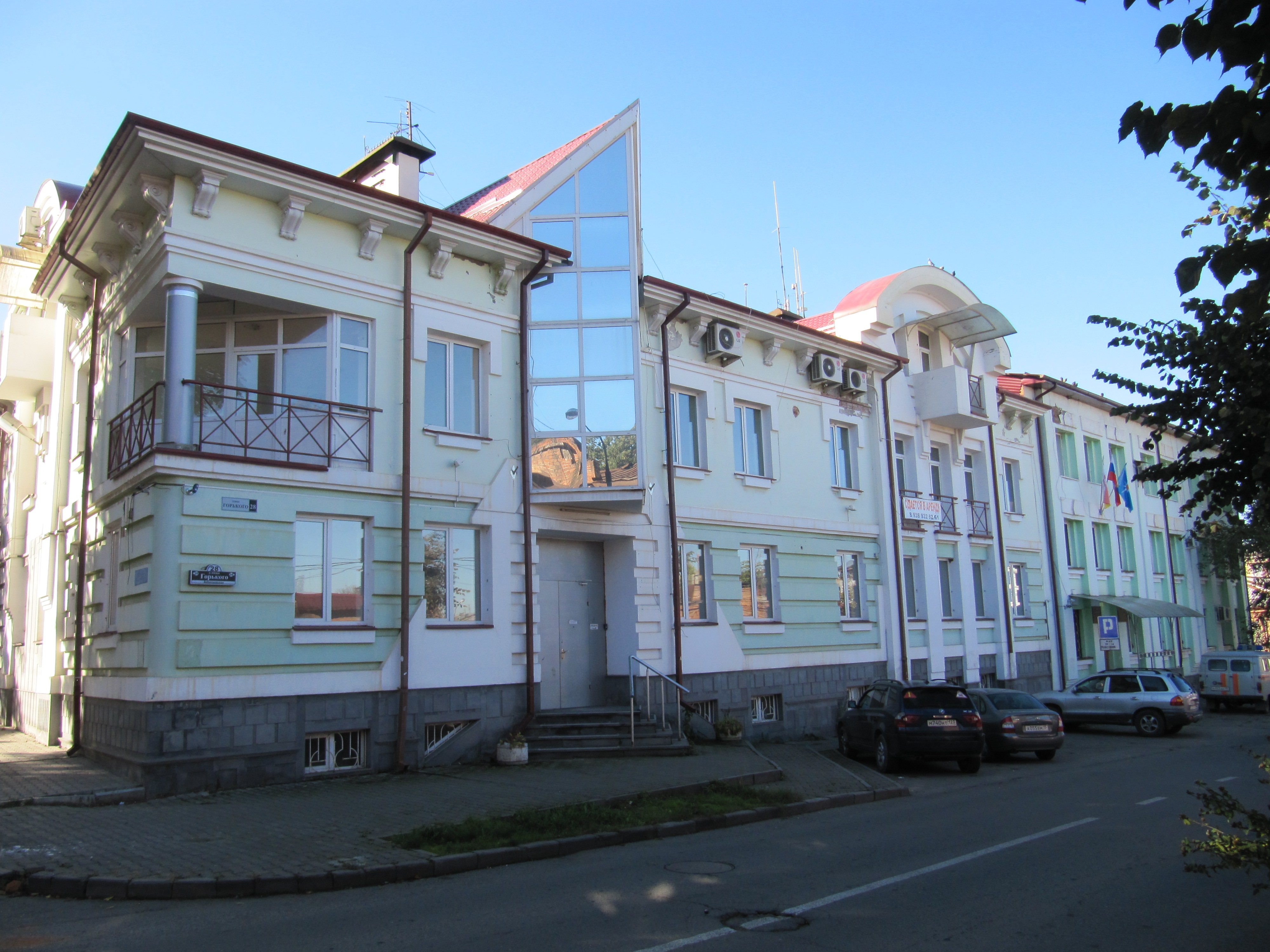
Дом № 28

Улица Максима Горького — улица во Владикавказе, Северная Осетия, Россия. Улица располагается в Иристонском муниципальном округе.

## География
Начинается от улицы Тхапсаева и заканчивается улицей Зураба Магкаева.
Улицу Максима Горького пересекают проспект Мира, улицы Ленина, Революции, Гостиева, Тамаева, Бородинская, Фрунзе, Ватутина, Академика Шёгрена, Лермонтовская, Пушкинская, Декабристов, Народов Востока, Пионеров, Годовикова, Гудованцева и Побежимова.
На нечётной стороне улицы Максима Горького начинаются улицы Гибизова и Неведомского.
На чётной стороне улицы Максима Горького заканчиваются улицы Ботоева и Борукаева.
Пересекает бульвар, являющийся памятником природы.

## История
Улица названа в честь русского писателя Максима Горького.
Улица образовалась в середине XIX века и впервые была отмечена на плане города Владикавказа «Карты Кавказского края» как Евдокимовская улица. Называлась в честь российского военачальника Николая Ивановича Евдокимова.
Упоминается также в «Перечне улиц, площадей и переулков» от 1911 (Евдокимовская улица) и 1925 (улица Троцкого) годов.
25 октября 1922 года постановлением заседания Исполкома Владикавказского совета рабочих, крестьянских и красноармейских депутатов в ознаменование пятой годовщины Октябрьской революции переименована в улицу Троцкого.
29 марта 1928 года постановлением заседания Президиума Владгорсовета в ознаменование 60-летия Максима Горького переименована в улицу Максима Горького.
От улицы Тамаева до Бородинской ранее находился так называемый «Польский квартал». На месте современной школы № 28 находился Польский костёл.

## Значимые здания и учреждения
Объекты культурного наследия
- д. 4 — памятник архитектуры. Особняк барона Штейнгеля на территории парка имени Хетагурова, архитектор И. В. Рябикин;
- д. 7 — памятник архитектуры;
- д. 8 — памятник архитектуры. Табачная фабрика Б. С. Вахтангова;
- д. 12/ проспект Мира, 8 — памятник истории. Дом, где в 1939—1959 гг. жил ученый-почвовед Евгений Владимирович Рубилин;
- д. 12/ проспект Мира, 8 — памятник истории. Жилой дом завода «Стеклотара»;
- д. 13/ проспект Мира 15 — памятник архитектуры. Здание бывшего Общества взаимного кредита (бывший аэроклуб ДОСААФ);
- д. 14 — памятник архитектуры. Здание бывшей Владикавказской почтово-телеграфной конторы, позднее — Главпочтамта. Подрядчиком строительства была фирма «Шаевич и Бару». До нашего времени сохранилась ступенька на входе здания с логотипом этой фирмы[2]. В настоящее время в здании находится отделение Почты России;
- д. 15/ проспект Мира, 10 — памятник архитектуры. Бывшая гостиница Париж;
- д. 17 — памятник истории. Дом, в котором в 1920-е гг. жили поэт Георгий Малиев, кинооператор Хазби Короев;
- д. 23 — памятник архитектуры;
- д. 25/ Революции, 13 — памятник архитектуры;
- д. 27/ Революции, 20 — памятник архитектуры;
- д. 28/ Ботоева, 21 — памятник архитектуры. Здание, в котором находилось персидское посольство и английская военная миссия[3];
- д. 29/ Гостиева, 21 — памятник истории. Дом, где в 1950—1972 годах жил один из первых комсомольцев Владикавказа Василий Георгиевич Полетаев;
- д. 30/ Ботоева 18 — памятник архитектуры. Дом архитектора Шмидта. В этом доме с 1937 по 1977 год проживал Народный артист СССР Владимир Тхапсаев[4]. С 1994 года — Музей театрального искусства им. В. В. Тхапсаева;
- д. 32/ Тамаева, 15 — памятник истории. Дом, где в 1931—1935 гг. жил ученый-металлург Владимир Яковлевич Мостович;
- д. 35 — памятник архитектуры. В этом доме в 1923 году проживал начальник Горского ОГПУ, революционер Семён Митрофанович Штыб и в последующие годы — осетинский писатель Хаджи-Мурат Мугуев[4];
- д. 37/ Тамаева, 17 — памятник архитектуры советского периода;
- д. 39 — памятник истории. Дом, в котором в 1980—1996 годах жил поэт Хаджеты (Джусоев) Таймураз Григорьевич;
- д. 41/ Бородинская, 16 — памятник архитектуры. Здание бывшего римско-католического приходского училища[5];
- д. 43/ Бородинская, 11 — памятник архитектуры. Здание бывшего дома-гостиницы католического прихода. В этом доме жили: католический священник Антон Червинский, Л. Б. Газданов, видный врач и общественный деятель, В. Н. Абациева, мать писателя Гайто Газданова;
- д. 45/ Фрунзе, 18 — памятник архитектуры. Бывший особняк общественного деятеля, осетинского этнографа Башира Керимовича Далгата (проживал в этом доме в 1910—1920 годах[4]). Архитектор — Е. И. Дескубес[6];
- д. 46/ Фрунзе, 20 — памятник архитектуры. Дом полковника Индриса Дударовича Шанаева, героя русско-турецкой войны 1877—1878 гг., где он проживал с 1900 по 1919 год.

Другие здания
- Здание филиала компании «Газпром». Ранее здание принадлежало руководителю «Дигбанка» С. Цаллагову[7].
- Угол улиц Максима Горького и Ленина — бывшее здание Съезда мировых судей
- Бывшее здание Терского войскового оркестра
- Бывшее здание Войсковой мужской учительской семинарии. Архитектор — П. П. Шмидт[8]. В настоящее время в здании располагается Медицинская академия.

## Источник
- Владикавказ. Карта города, изд. РиК, Владикавказ, 2011
- Кадыков А. Н., Улицы, переулки, площади и проспекты г. Владикавказа: справочник, изд. Респект, Владикавказ, 2010, стр. 229—232, ISBN 978-5-905066-01-6
- Киреев Ф. С., По улицам Владикавказа, Владикавказ, Респект, 2014, стр. 35 — 47, ISBN 978-5-905066-18-4.
- Торчинов В. А., Владикавказ., Краткий историко-краеведческий справочник, Владикавказ, Северо-Осетинский научный центр, 1999, ISBN 5-93000-005-0